# 7th Anniversary Best
『7th Anniversary Best』（セブンスアニバーサリーベスト）は、2007年1月1日に発売された女性7人組ダンス&ボーカルユニットdream（現Dream）のベストアルバム。レーベルはavex trax。

## 概要
- dreamがメンバー7人でデビュー7周年を迎えた記念のベストアルバムであり、初回限定生産盤（5,000枚限定生産）、CD+DVD盤、CDのみ盤の3形態でリリース。
- 初回限定生産盤はメンバー直筆サイン入りのフォトブックが付属。直筆サインはメンバー一人バージョンとメンバー全員バージョンのランダム封入。
- CD+DVD盤は初回盤のみ全8種のうち1枚のトレカをランダム封入。
- CDのみ盤は初回盤のみ全8種のうち1枚のステッカーをランダム封入。
- 全シングル曲とアルバムのリード曲をオリジナルバージョンで収録。収録はリリース順。
- DVDはすべてPV（Music Video Clip）。
- 全曲デジタルリマスタリングが施されている。
- 新曲の「Dreaming Way」は旧メンバーの松室麻衣が作詞。

## 収録曲

### DISC 1
- 2000 - 2002

1. Movin' on 
作詞：海老根祐子、作曲：桑原秀明、編曲：菊地圭介
2. Heart on Wave 
作詞：海老根祐子、作曲・編曲：菊池一仁
3. Breakin' out 
作詞：海老根祐子、作曲：菊池一仁、編曲：菊地圭介
4. Private wars 
作詞：海老根祐子、作曲：D・A・I、編曲：菊地圭介
5. reality 
作詞：松室麻衣、作曲：大谷靖夫、編曲：五十嵐充
6. NIGHT OF FIRE (EURO MIX) 
日本語作詞：松室麻衣、作曲：A.LEONARDI
7. My will
作詞：松室麻衣、作曲：大谷靖夫、編曲：菊地圭介
8. Believe in you 
作詞：松室麻衣、作曲：五十嵐充
9. solve 
作詞：松室麻衣、作曲：川本盛文、編曲：IZUMI "D・M・X" MIYAZAKI
10. Our Time 
作詞：松室麻衣、作曲：D・A・I、編曲：IZUMI "D・M・X" MIYAZAKI
11. STAY 〜now I'm here〜 
作詞：松室麻衣、作曲：多胡邦夫、編曲：原田憲
12. Get Over 
作詞：松室麻衣、作曲：BOUNCEBACK、編曲：矢崎俊輔・中尾昌文
13. Yourself 
作詞：松室麻衣、作曲：菊池一仁、編曲：鈴木雅也
14. SINCERELY 〜ever dream〜 
作詞：松室麻衣、作曲：菊池一仁、編曲：HΛL

### DISC 2
- 2003 - 2007

1. MUSIC IS MY THING
日本語作詞：海老根祐子、作曲：FONNY DE WULF
2. 我愛你 ウォーアイニー 
作詞：音羽志保、作曲・編曲：迫茂樹
3. Love is power
作詞：音羽志保、作曲・編曲：迫茂樹
4. I love dream world ～世界中のしあわせを歌おう～ 
作詞：dream+飯塚麻純、作曲：萩原慎太郎、編曲：ats-
5. Identity -prologue- 
作詞：萩原慎太郎、作曲：BOUNCEBACK、編曲：ats-
6. PURE 
作詞：永山耕三、作曲・編曲：Sin
7. Love Generation 
作詞：永山耕三、作曲・編曲：Sin
8. そよ風の調べ 
作詞：326、作曲・編曲：h-wonder
9. STORY 
作詞：川原京、作曲・編曲：渡辺未来
10. この夏が終わる前に 
作詞：aki、作曲：Kazz、編曲：村田昭
11. Transit -independence- 
作詞：松井五郎、作曲・編曲：TATOO
12. Dreaming Way 
作詞：松室麻衣、作曲：石田匠、編曲：村田昭
ボーナストラック

### DVD
1. Movin' on
2. Heart on Wave
3. Private wars
4. reality
5. NIGHT OF FIRE (EURO MIX)
6. My will
7. Believe in you
8. solve
9. Our Time
10. STAY 〜now I'm here〜
11. Get Over
12. Yourself
13. SINCERELY 〜ever dream〜
14. MUSIC IS MY THING
15. I♡world ～世界中のしあわせを歌おう～
16. Identity -prologue-
17. そよ風の調べ
18. この夏が終わる前に
19. Transit -independence-